# Lothar von Kesselstatt
Lothar Adolph Edmund von Kesselstatt (* 3. August 1662; † 16. Januar 1712 in Ehrenbreitstein) war Dompropst in Trier und Speyer sowie Archidiakon in Dietkirchen.

## Leben

### Herkunft und Familie
Im 13. und 14. Jahrhundert kam die Adelsfamilie von Kesselstatt in den Raum Trier. Sie stammte ursprünglich aus dem hessischen Raum, deren gleichnamiges Stammhaus bei Kesselstadt lag. Aus der Familie sind zahlreiche Persönlichkeiten hervorgegangen, die in Kirche und Staat wichtige Positionen innehatten.
Lothar Adolph Edmund von Kesselstatt wurde als Sohn des Johann Eberhard von Kesselstatt (1621–1673) und seiner Gemahlin Anna Maria von Orsbeck (1636–1716) geboren. Sie war eine Schwester des Trierer Fürstbischofs Johann Hugo von Orsbeck. Nach dessen Tod im Jahre 1711 erhielt Johann Eberhard vom Erbe seiner Frau große Besitztümer, kam zu großem Ansehen und vermehrte das Familienvermögen. Lothar hatte zwölf Geschwister, darunter
- Karl Kaspar (1652–1723, Rektor der Universität Trier)
- Maria Anna Magdalena (* 1656, ⚭ Baron Wilhelm Lotharius von Hohenfeld (* 1651))
- Hugo Wolfgang (1659–1738, Domherr in Halberstadt und Lüttich, kurtrierischer Geheimrat)
- Maria Rosina Catharina (1661–1717, ⚭ Hugo Eberhard Boos von Waldeck (* 1654))
- Casimir Friedrich (1664–1729, ⚭ Anna Maria Klara von Metternich (* 1662), Eltern von Johann (1691–1730, Dompropst) und Joseph Franz (1695–1750, Diplomat und Domherr))
- Maria Anna Elise (1666–1726, ⚭ Sebastian von Hatzfeld)
- Anna Catharina Elisabeth (1669–1703, ⚭ Carl Lothar von Walderdorff)

### Wirken
Im Jahre 1670 wurde Lothar Adolph im Domstift Trier Domherr und war im Jahre 1684 Mitglied des Domkapitels. Fünf Jahre spätere bekleidete er das Amt des Domscholasters. Der Trierer Erzbischof Johann Hugo von Orsbeck verlieh ihm das Archidiakonat Dietkirchen, das durch den Tod von Adolph Wilhelm Quadt von Buschfeld frei geworden war. Zugleich war Lothar Adolph Dompropst in Speyer.